# Entscheidungsspiel der DDR-Fußball-Oberliga 1950/51
Das Entscheidungsspiel um die Meisterschaft der DDR-Fußball-Oberliga 1950/51 fand am 20. Mai 1951 zwischen der BSG Turbine Erfurt und der BSG Chemie Leipzig statt. Es war notwendig geworden, da beide Mannschaften nach Abschluss der Saison punktgleich an der Spitze standen. Für diesen Fall sah die Spielordnung der DDR-Fußball-Sektion ein Entscheidungsspiel vor. Mit einem 2:0-Sieg sicherte sich Chemie Leipzig die Meisterschaft. 

## Vorgeschichte
Die Schlussphase der Meisterschaft wurde lange von dem Dreikampf Motor Zwickau, Chemie Leipzig und Turbine Erfurt bestimmt. Da die Zwickauer jedoch beide Spiele gegen die unmittelbaren Kontrahenten verloren, landeten sie am Ende nur auf Platz drei. Zwei Spieltage vor Saisonende sahen die Leipziger wie der Meister aus, führten einen Punkt vor Erfurt. Doch am letzten Spieltag verspielten sie die alleinige Tabellenführung nach einer 2:3-Niederlage in Babelsberg. Da gleichzeitig Erfurt gegen Zwickau mit 2:0 gewann, standen am Ende Chemie Leipzig und Turbine Erfurt punktgleich an der Spitze. 

## Spielverlauf
Während Chemie Leipzig mit der Stammbesetzung der letzten Begegnungen antreten konnte, fehlten bei Turbine Erfurt mit Stopper Nordhaus und Mittelstürmer Nitsche zwei wichtige Leistungsträger. Beide waren wegen disziplinarischer Entgleisungen beim Fußball-Ländervergleich DDR – Polen gesperrt worden. Einen weiteren Verlust musste Erfurt zwölf Minuten nach Spielbeginn verkraften, als ihr Stürmer Heinz Hammer verletzt ausschied. Zuvor hatte Leipzigs Angreifer Zenker mit einer Großchance die Gefährlichkeit seiner Mannschaft angedeutet. Zunächst gelang es den Erfurtern noch, das Spiel offen zu gestalten und hatten ihrerseits in der 25. Minute die Möglichkeit, in Führung zu gehen. Wozniakowskis Freistoß prallte jedoch an die Lattenkante. Der schwachen Leistung der linken Angriffsseite der Leipziger mit Fröhlich und Grupe hatten es die Erfurter zu verdanken, dass der Ausfall von Nordhaus zunächst ohne Folgen blieb. 
Die zweite Halbzeit begann mit einer Großoffensive von Turbine Erfurt. In dieser Phase bewies die von Eilitz organisierte Abwehr von Chemie Leipzig ihre Klasse. Sie hatte schon in der abgelaufenen Oberligasaison die wenigsten Gegentreffer erhalten und hielt nun auch dem Erfurter Sturmlauf stand. In der 52. Minute erzielte Erfurt ein reguläres Tor, das Schiedsrichter Liebschner fälschlich wegen angeblicher Abseitsstellung nicht anerkannte. Mitten in die Erfurter Drangperiode konterte Chemie mit einem überraschenden Spielzug. Rudolf Krause ließ zwei Erfurter Spieler aussteigen und passte den Ball nach innen. Dort nahm Helbig den Ball auf und überwand den Erfurter Torwart mit einem Direktschuss zur 1:0-Führung. Fünf Minuten später fanden sich beide Spieler erneut zu einer Kombination zusammen. Diesmal vollendete Krause mit einem 16-Meter-Gewaltschuss zum 2:0. Obwohl Erfurts bester Spieler Jochen Müller das Spiel seiner Mannschaft weiter antrieb, gelang es der Turbine-Elf nicht mehr, das Ergebnis noch zu wenden.

## Statistik
| Paarung            | Turbine Erfurt – BSG Chemie Leipzig |
| Ergebnis           | 0:2 (0:0) |
| Datum              | 20. Mai 1951 |
| Stadion            | Ernst-Thälmann-Stadion, Chemnitz |
| Zuschauer          | 60.000 (nach anderen Angaben 65.000) |
| Schiedsrichter     | Kurt Liebschner (Weißenfels) |
| Tore               | 0:1 Helbig (65.) 0:2 Krause (70.) |
| Turbine Erfurt     | Heinz Senftleben – Wilhelm Hoffmeyer, Hans Machts – Karl-Heinz Löffler, Hans Birke, Jochen Müller – Eduard Francke, Heinz Hammer (12. Erich Martin), Heinz Wozniakowski, Winfried Herz, Helmut Lipper Cheftrainer: Fischer |
| BSG Chemie Leipzig | Günter Busch – Werner Brembach, Walter Rose – Horst Scherbaum, Werner Eilitz, Gerhard Polland – Gerhard Helbig, Rudolf Krause, Georg Zenker, Heinz Fröhlich, Rolf Grupe Cheftrainer: Rolf Kukowitsch                       |